# Younan Nowzaradan
Younan Nowzaradan (en persa: یونان نوذرادان‎; n.11 de octubre de 1944), conocido popularmente como Dr. Now, es un cirujano, autor y personalidad de televisión iraní-estadounidense de ascendencia asiria. Está especializado en cirugía vascular y cirugía bariátrica. Es popular por ayudar a gente mórbidamente obesa a perder peso en Kilos Mortales (My 600-lb life, 2012-presente).

## Educación y carrera médica
Nowzaradan es nativo de Irán.
En 1970,  se graduó en la Universidad de Teherán con un grado de Doctor en Medicina. Participó en el Programa de Orientación Médica en la Universidad de San Louis en 1971, y completó una Pasantía Quirúrgica Rotatoria en el Hospital de St. John (operado por el Sistema Sanitario de Providencia de St.Joseph) en Detroit, Míchigan. Nowzaradan es un socio de la Universidad Americana de Cirugía.
Nowzaradan está actualmente afiliado con la Cirugía de Obesidad de Houston en Houston, Texas, y prácticas en varios hospitales locales.  Es el autor de varias publicaciones eruditas sobre obesidad y laparoscopia.

### Acusaciones de mala praxis
En 2007, Colleen Shepard demandó a Nowzaradan después de la muerte de su hija Tina Shepard. Contó que Nowzaradan falló en informar a su hija de los riesgos implicados en una cirugía de bypass gástrico. Shepard murió un año después de su comienzo de complicaciones de insuficiencia hepática y sepsis. El pleito también declaró que un apropiado cuidado no fue proporcionado. Nowzaradan declaró: «La llamamos y llamamos para hacer citas de seguimiento y dijo que vendría, pero nunca fue».
En 2012, la cónyuge de un paciente difunto archivó un pleito que reclamaba que Nowzaradan y su hospital fallaron en correctamente diagnosticar la severidad de la condición de su marido, el cual, finalmente, llevó a su muerte después de un procedimiento. Nowzaradan negó las alegaciones y el pleito se cerró un poco más tarde de un año.
De nuevo en 2012, Michelle Park, una paciente, demandó a Nowzaradan y su anestesiólogo por mala praxis. Reclamó que Nowzaradan se dejó una pieza de 6.69 pulgadas de tubo durante un procedimiento, y que este acabó pinchando su colon. El pleito se rechazó por razones desconocidas. Nowzaradan reclamó que «El pleito contra mí se rechazó porque no fui yo el que dejó el tubo».
En junio de 2017, Nowzaradan estuvo demandado por $1,000,000 por un paciente, reclamando que él fastidió su abdominoplastia. También contó que el procedimiento arruinado dejó un «abdomen deformado» y un «dolor extremo». En 2018, una petición para rechazar el pleito se archivó por el acusador.
En septiembre de 2017, una mujer de 72 años demandó a Nowzaradan, reclamando que se dejó un conector y tubo de acero inoxidable dentro de ella. Está buscando compensación entre $200,000 y $1,000,000. Nowzaradan niega las alegaciones.

## Apariciones mediáticas
Ha estado en Mi Vida con 300 Kilos desde 2012. También ha aparecido en instantes de Body Shock, incluyendo los episodios "Papá de Media Tonelada", "Adolescente de Media Tonelada", y "Mamá de Media Tonelada". También ha hecho dos libros titulados Última posibilidad de vivir (Last Chance to Live, 2017). y La Balanza no miente, las personas sí (The Scale Does Not Lie, People Do, 2019).
Ha hecho varias apariciones en parques de atracciones de Texas, como Six Flags Astroworld, para promover concienciación de salud al comienzo de la década de 2000, acercándose a la juventud, animándoles para hacer elecciones dietéticas buenas.

## Vida personal
Contrajo matrimonio con Delores McRedmond; se divorciaron en 2002, tras 27 años de matrimonio. La pareja tuvo tres niños. Su hijo, Jonathan Nowzaradan (n. 1978), trabaja como director y productor para Mi Vida con 300 Kilos.